# Хилл, Джордж (баскетболист)
Джордж Джесси Хилл-младший (англ. George Jesse Hill, Jr.; род. 4 мая 1986, Индианаполис) — американский профессиональный баскетболист. Был выбран на драфте НБА 2008 в первом раунде под 26-м номером командой «Сан-Антонио Спёрс». Играет на позиции разыгрывающего защитника.

## Карьера в колледже
Из-за болезни своего деда Хилл решил не покидать родной город и учиться в местном университете. В своём втором сезоне игрок привёл местных «Ягуаров» к лучшему результату в конференции Summit League. Из-за травмы Хиллу пришлось пропустить часть своего третьего сезона в колледже. После своего возвращения в следующем сезоне Джордж вывел свою команду в финал конференции, но проиграв в решающем матче, лишился возможности участвовать в турнире NCAA.

## Профессиональная карьера

### Сан-Антонио Спёрс (2008—2011)
4 ноября 2008 года Хилл дебютировал за «Сан-Антонио Спёрс» в третьей игре сезона против «Далласа». Первые две встречи он пропустил из-за вывиха большого пальца левой руки. За 15 минут, проведенные на площадке, игрок набрал 11 очков, добавив к этому 1 перехват и 1 передачу. Первоначально Хилл рассматривался как запасной разыгрывающий, но после травмы Тони Паркера был переведён в стартовую пятёрку. Но после возвращения Паркера и Ману Джинобили игровое время Хилла резко сократилось. Он закончил свой первый сезон в НБА, набирая 5,7 очков, 2,1 подбора и 1,8 передачу в среднем за игру. Хилл дебютировал в плей-офф во второй игре первого раунда против «Маверикс», но сыграл лишь 5 минут.
Упорная работа в предсезонный период принесла игроку свои плоды. Игровое время в сезоне 2009/2010 Хилла выросло с 16,5 минут до 29 в среднем за матч. игрок выходил в старте 43 раза по большей части, правда, из-за травм Паркера. 1 апреля 2010 года Хилл установил личный рекорд результативности, набрав 30 очков, добавив 5 перехватов и 7 передач в матче против «Хьюстон Рокетс». По окончании сезона он разделил второе место за звание самого прогрессирующего игрока НБА с Кевином Дюрантом и Марком Газолем.
28 марта 2011 Хилл повторил свой рекорд результативности, набрав 30 очков в проигранном матче с «Рокетс» со счетом 114—119.

### Индиана Пэйсерс (2011—2016)
23 июня во время драфта НБА 2011 Хилл был обменян в «Индиану» на Кавая Леонарда, 15-го номера драфта.

### Юта Джаз (2016—2017)
7 июля 2016 года Хилл перешёл в команду «Юта Джаз» в результате трёхсторонней сделки с участием «Индиана Пэйсерс» и «Атланта Хокс». «Атланта» получила от «Юты» новичка Тореана Принса, из «Атланты» в «Индиану» перешёл Джефф Тиг. За новую команду Хилл дебютировал 25 октября в матче-открытия, в котором набрал 19 очков и сделал шесть передач, однако его команда проиграла со счётом 113:104. Он довольно быстро освоился в «Джаз», став её лидером и уже 7 ноября стал лучшим игроком недели Западной конференции. За это время Юта выиграла три из четырёх игры, а Хилл в среднем за игру набирал 20,8 очков, делал 5,8 передач и 3,3 подбора.

### Сакраменто Кингз (2017—2018)
4 июля 2017 года стало известно, что игрок подписал контракт с командой «Сакраменто Кингз».

### Оклахома-Сити Тандер (2020—2021)
24 ноября 2020 года Хилл был обменян в клуб «Оклахома-Сити Тандер».

### Филадельфия Севенти Сиксерс (2021—н.в.)
25 марта 2021 года в результате трёхстороннего обмена перешёл в клуб «Филадельфия Севенти Сиксерс».

### Милуоки Бакс (2021—2023)
6 августа 2021 года подписал 2-х летний контракт на 8 миллионов долларов с клубом «Милуоки Бакс»

### Индиана Пэйсерс (2023)
9 февраля 2023 года Хилл был обменян в «Индиана Пэйсерс» в рамках сделки с участием «Бруклин Нетс» и «Милуоки Бакс».

## Статистика

### Статистика в НБА
| Сезон                                                                                    | Команда       | Регулярный сезон | Регулярный сезон | Регулярный сезон | Регулярный сезон | Регулярный сезон | Регулярный сезон | Регулярный сезон | Регулярный сезон | Регулярный сезон | Регулярный сезон | Регулярный сезон | Серия плей-офф | Серия плей-офф | Серия плей-офф | Серия плей-офф | Серия плей-офф | Серия плей-офф | Серия плей-офф | Серия плей-офф | Серия плей-офф | Серия плей-офф | Серия плей-офф |
| Сезон                                                                                    | Команда       | GP               | GS               | MPG              | FG%              | 3P%              | FT%              | RPG              | APG              | SPG              | BPG              | PPG              | GP             | GS             | MPG            | FG%            | 3P%            | FT%            | RPG            | APG            | SPG            | BPG            | PPG            |
| ---------------------------------------------------------------------------------------- | ------------- | ---------------- | ---------------- | ---------------- | ---------------- | ---------------- | ---------------- | ---------------- | ---------------- | ---------------- | ---------------- | ---------------- | -------------- | -------------- | -------------- | -------------- | -------------- | -------------- | -------------- | -------------- | -------------- | -------------- | -------------- |
| 2008/09                                                                                  | Сан-Антонио   | 77               | 7                | 16,5             | 40,3             | 32,9             | 78,1             | 2,1              | 1,8              | 0,6              | 0,3              | 5,7              | 4              | 0              | 19,1           | 33,3           | 37,5           | 85,7           | 2,0            | 0,5            | 0,5            | 0,3            | 5,8            |
| 2009/10                                                                                  | Сан-Антонио   | 78               | 43               | 29,2             | 47,8             | 39,9             | 77,2             | 2,6              | 2,9              | 0,9              | 0,3              | 12,4             | 10             | 8              | 34,4           | 45,1           | 37,9           | 83,8           | 3,1            | 0,7            | 1,0            | 0,2            | 13,4           |
| 2010/11                                                                                  | Сан-Антонио   | 76               | 5                | 28,3             | 45,3             | 37,7             | 86,3             | 2,6              | 2,5              | 0,9              | 0,3              | 11,6             | 6              | 1              | 31,6           | 40,0           | 26,7           | 86,7           | 5,0            | 2,3            | 1,5            | 0,3            | 11,7           |
| 2011/12                                                                                  | Индиана       | 50               | 9                | 25,5             | 44,2             | 36,7             | 77,8             | 3,0              | 2,9              | 0,8              | 0,3              | 9,6              | 11             | 11             | 31,5           | 44,8           | 37,5           | 84,8           | 2,3            | 2,9            | 1,2            | 0,3            | 13,5           |
| 2012/13                                                                                  | Индиана       | 76               | 76               | 34,5             | 44,3             | 36,8             | 81,7             | 3,7              | 4,7              | 1,1              | 0,3              | 14,2             | 18             | 18             | 38,1           | 40,1           | 35,8           | 82,9           | 3,7            | 4,3            | 1,2            | 0,2            | 14,6           |
| 2013/14                                                                                  | Индиана       | 76               | 76               | 32,0             | 44,2             | 36,5             | 80,7             | 3,7              | 3,5              | 1,0              | 0,3              | 10,3             | 19             | 19             | 36,1           | 44,4           | 36,4           | 72,1           | 3,7            | 3,0            | 1,2            | 0,2            | 12,1           |
| 2014/15                                                                                  | Индиана       | 43               | 36               | 29,5             | 47,7             | 35,8             | 79,0             | 4,2              | 5,1              | 1,0              | 0,3              | 16,1             | Не участвовал  | Не участвовал  | Не участвовал  | Не участвовал  | Не участвовал  | Не участвовал  | Не участвовал  | Не участвовал  | Не участвовал  | Не участвовал  | Не участвовал  |
| 2015/16                                                                                  | Индиана       | 74               | 73               | 34,1             | 44,1             | 40,6             | 76,0             | 4,0              | 3,5              | 1,1              | 0,2              | 12,1             | 7              | 7              | 33,6           | 56,1           | 48,1           | 81,8           | 2,7            | 2,1            | 0,9            | 0,1            | 13,6           |
| 2016/17                                                                                  | Юта           | 49               | 49               | 31,5             | 47,7             | 40,3             | 80,1             | 3,4              | 4,2              | 1,0              | 0,2              | 16,9             | 8              | 8              | 35,1           | 46,9           | 38,7           | 72,4           | 4,1            | 3,6            | 0,3            | 0,1            | 15,6           |
| 2017/18                                                                                  | Сакраменто    | 43               | 36               | 26,6             | 46,9             | 45,3             | 77,8             | 2,7              | 2,8              | 0,9              | 0,3              | 10,3             | Не участвовал  | Не участвовал  | Не участвовал  | Не участвовал  | Не участвовал  | Не участвовал  | Не участвовал  | Не участвовал  | Не участвовал  | Не участвовал  | Не участвовал  |
| 2017/18                                                                                  | Кливленд      | 24               | 24               | 27,9             | 44,4             | 35,1             | 80,5             | 2,7              | 2,8              | 0,9              | 0,6              | 9,4              | 19             | 18             | 29,3           | 45,0           | 31,4           | 77,4           | 2,2            | 2,2            | 0,5            | 0,4            | 9,2            |
| 2018/19                                                                                  | Кливленд      | 13               | 13               | 26,5             | 51,4             | 46,4             | 85,0             | 2,1              | 2,8              | 0,9              | 0,1              | 10,8             | Не участвовал  | Не участвовал  | Не участвовал  | Не участвовал  | Не участвовал  | Не участвовал  | Не участвовал  | Не участвовал  | Не участвовал  | Не участвовал  | Не участвовал  |
| 2018/19                                                                                  | Милуоки       | 47               | 0                | 20,4             | 42,8             | 28,0             | 81,5             | 2,6              | 2,1              | 0,9              | 0,1              | 6,8              | 15             | 0              | 26,3           | 53,4           | 41,7           | 81,8           | 3,5            | 2,8            | 0,9            | 0,3            | 11,5           |
| 2019/20                                                                                  | Милуоки       | 59               | 2                | 21,5             | 51,6             | 46,0             | 84,2             | 3,0              | 3,1              | 0,8              | 0,1              | 9,4              | 10             | 1              | 26,8           | 47,8           | 35,7           | 80,8           | 2,4            | 3,1            | 0,6            | 0,0            | 9,5            |
| 2020/21                                                                                  | Оклахома-Сити | 14               | 14               | 26,3             | 50,8             | 38,6             | 84,0             | 2,1              | 3,1              | 0,9              | 0,1              | 11,8             | Не участвовал  | Не участвовал  | Не участвовал  | Не участвовал  | Не участвовал  | Не участвовал  | Не участвовал  | Не участвовал  | Не участвовал  | Не участвовал  | Не участвовал  |
| 2020/21                                                                                  | Филадельфия   | 16               | 3                | 18,9             | 44,2             | 39,1             | 76,0             | 2,0              | 1,9              | 0,7              | 0,2              | 6,0              | 12             | 0              | 17,1           | 44,2           | 42,1           | 76,9           | 1,3            | 1,5            | 0,7            | 0,3            | 4,7            |
|                                                                                          | Всего         | 815              | 466              | 27,5             | 45,8             | 38,4             | 80,3             | 3,1              | 3,2              | 0,9              | 0,3              | 11,0             | 139            | 91             | 30,7           | 45,3           | 37,2           | 80,1           | 3,0            | 2,6            | 0,9            | 0,2            | 11,4           |
| Наведите курсор мыши на аббревиатуры в заголовке таблицы, чтобы прочесть их расшифровку. |               |                  |                  |                  |                  |                  |                  |                  |                  |                  |                  |                  |                |                |                |                |                |                |                |                |                |                |                |